# Carro etrusco de Monteleone

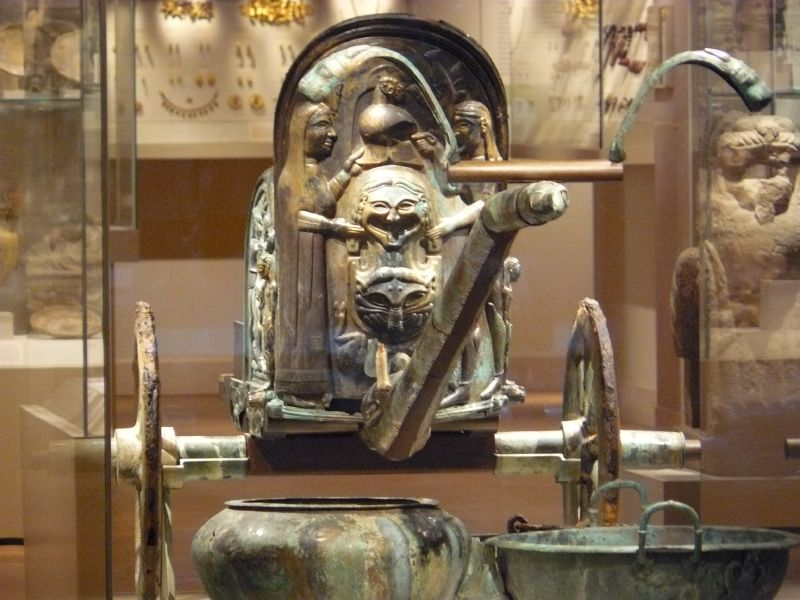
Carro etrusco de Monteleone, en el Museo Metropolitano de Arte.

El carro etrusco de Monteleone es un carro de guerra de madera de nogal decorado con relieves de bronce que fue hallado en una región situada en la zona central de los Apeninos, en Italia, en una tumba subterránea bajo un montículo, y que se ha fechado en torno a los años 560-550 a. C. Se expone en el Museo Metropolitano de Arte de Nueva York. De los varios cientos de carros antiguos hallados, el de Monteleone es el más completo y mejor conservado, siendo calificado por el conservador del museo como "la pieza más grandiosa de bronce etrusco del siglo VI a. C.".

## Contexto histórico
Se trata de un carro etrusco, aunque es posible que el artista que ejecutó los relieves fuera griego. Los etruscos estaban asentados en una amplia zona del centro de Italia, en las regiones de Toscana, Lacio y Umbría que recibió por ello el nombre de Etruria, donde crearon una poderosa confederación o anfictionía. El territorio etrusco floreció hacia el  750 a. C. y su máxima expansión tuvo lugar c. 500 a. C. Ejerció una poderosa influencia en la civilización romana. Empezó a decaer tras la conquista de Veyes por los romanos en el año 396 a. C. y su incorporación definitiva a Roma tuvo lugar en el siglo I a. C..

## Hallazgo y exportación clandestina

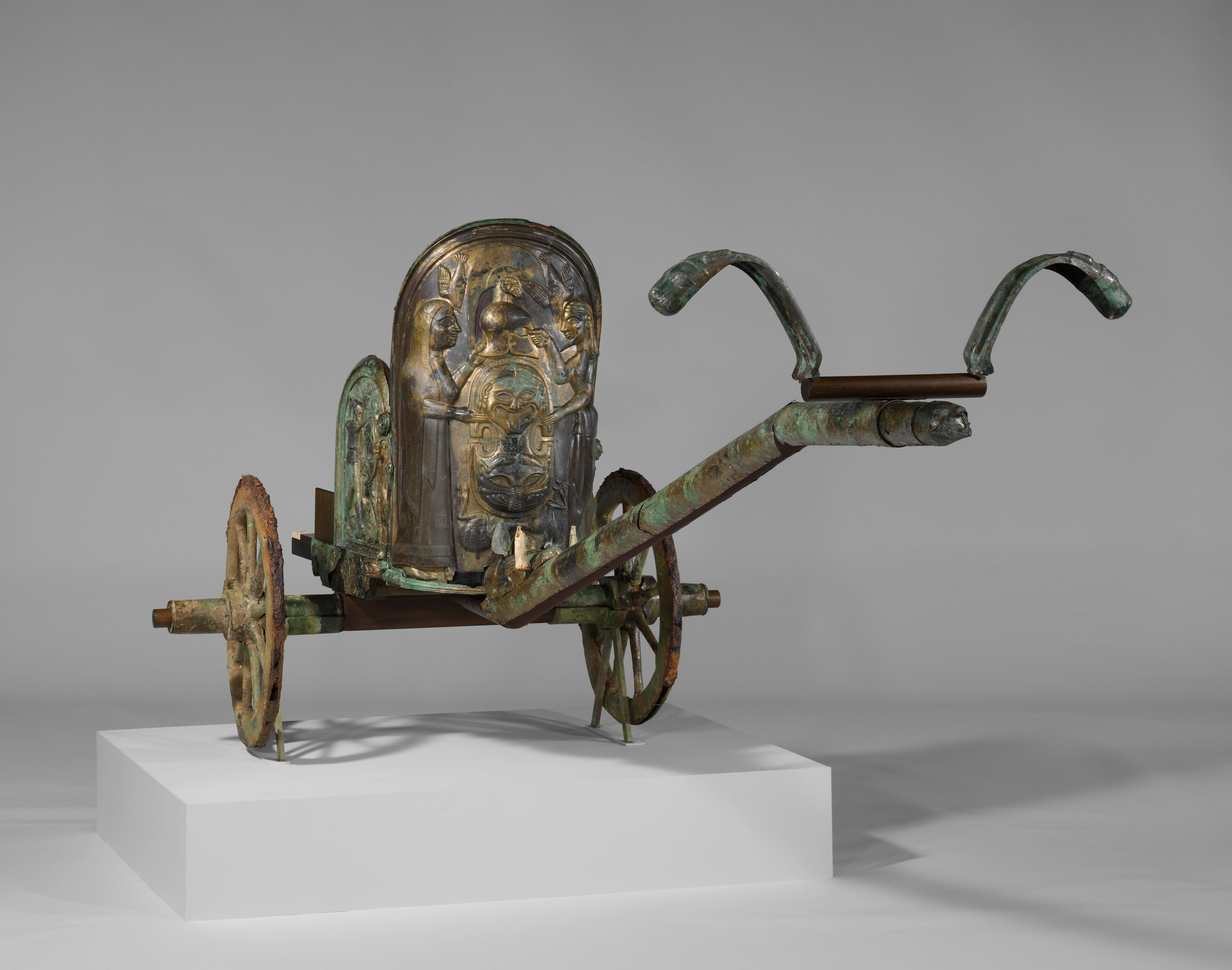
El carro de Monteleone descubierto en Perugia, datado hacia 530 a. C.

Fue descubierto por casualidad en febrero de 1902 por un agricultor llamado Isidoro Vannozzi y su hijo Giuseppe. Durante la construcción de una casa en un lugar llamado Colle del Capitano, a unos tres km de Monteleone di Spoleto, halló una tumba etrusca intacta que contenía el esqueleto de un hombre con su ajuar funerario que incluía numerosos vasos, tazas y otros objetos de bronce. Entre todo ello, destacaba un hermoso carro decorado con relieves. 
Isidoro Vannozzi desconocía tanto el valor arqueológico como el material de lo que había descubierto así que algunas semanas después quiso vender los objetos para comprar materiales de construcción que necesitaba para el techo de la nueva casa y el 23 de marzo de 1902 un herrero que comerciaba con antigüedades llamado Benedetto Petrangeli se interesó en ellos y persuadió a Isidoro para que se los vendiera por 900 liras, una cantidad insignificante en comparación con el valor real del hallazgo.
Algunos meses más tarde las autoridades italianas iniciaron una investigación sobre el material descubierto, para tratar de recuperarlo y evitar que saliera del país. Sin embargo, los objetos fueron vendidos por Petrangeli a Ortensio Vitalini por 150.000 liras, el cual los transportó a París, donde Luigi Palma di Cesnola los adquirió en abril de 1903 para el Museo Metropolitano de Arte de Nueva York. La compra fue anunciada por la prensa de Nueva York en octubre de ese mismo año, describiendo que era uno de los descubrimientos arqueológicos más importantes de todos los tiempos y lo cierto es que se trata de un objeto excepcional, ya que es el único carro etrusco que ha podido conservarse prácticamente intacto. 
Algunos años más tarde, en 1907, se realizaron excavaciones arqueológicas en el lugar del hallazgo y se encontraron algunos fragmentos que se considera que debieron pertenecer al carro y que se encuentran expuestos en el Museo Arqueológico de Florencia.
Los ciudadanos de Monteleone han reclamado al Museo Metropolitano de Arte de Nueva York la devolución de los objetos, sin resultado.

## Características generales
- Estilo: Etrusco, con influencias helénicas.
- Técnica: Relieve martillado.
- Altura: 1,30 metros.
- Material: bronce, madera y marfil.

## Características de los paneles del carro

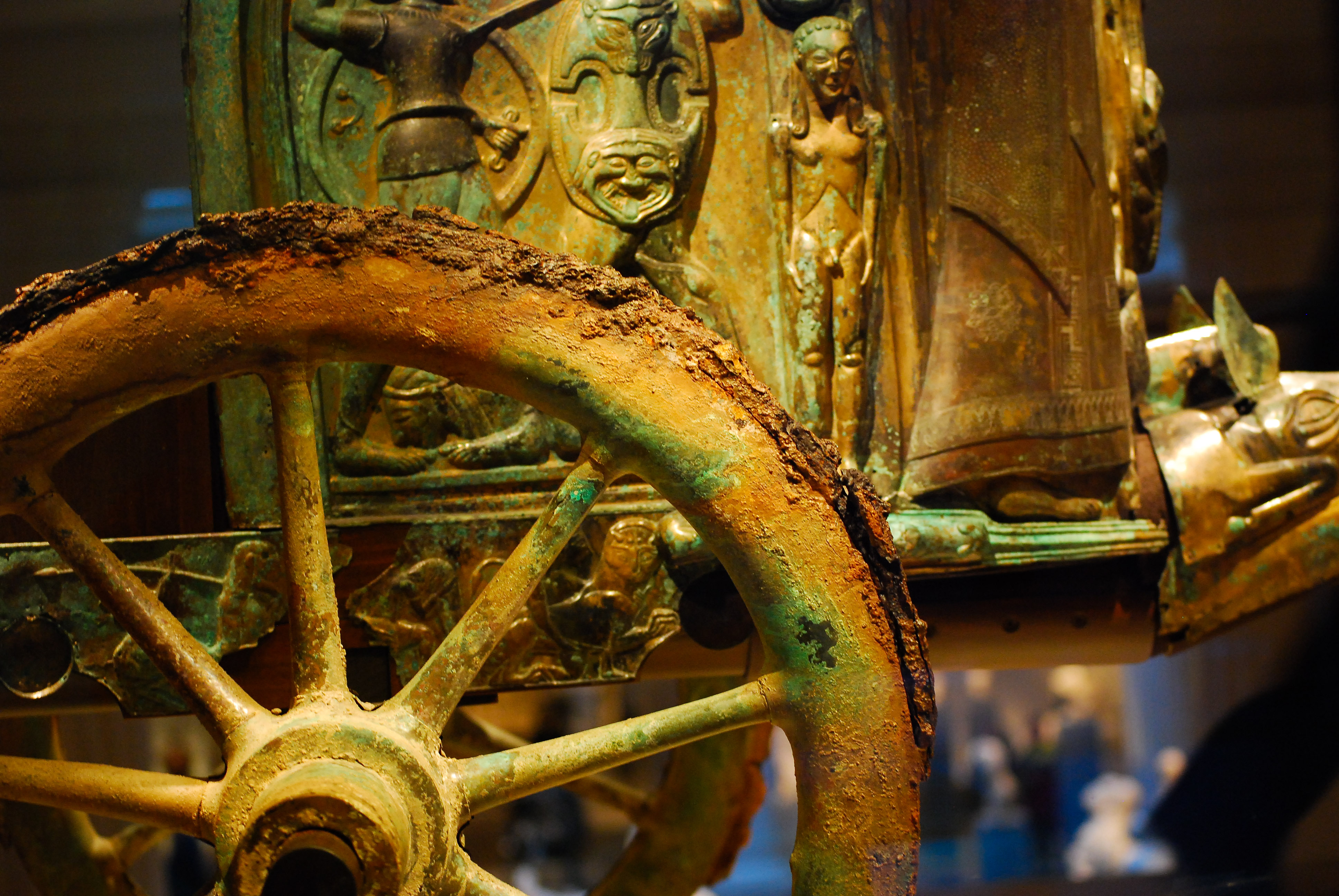
Detalle de una rueda.

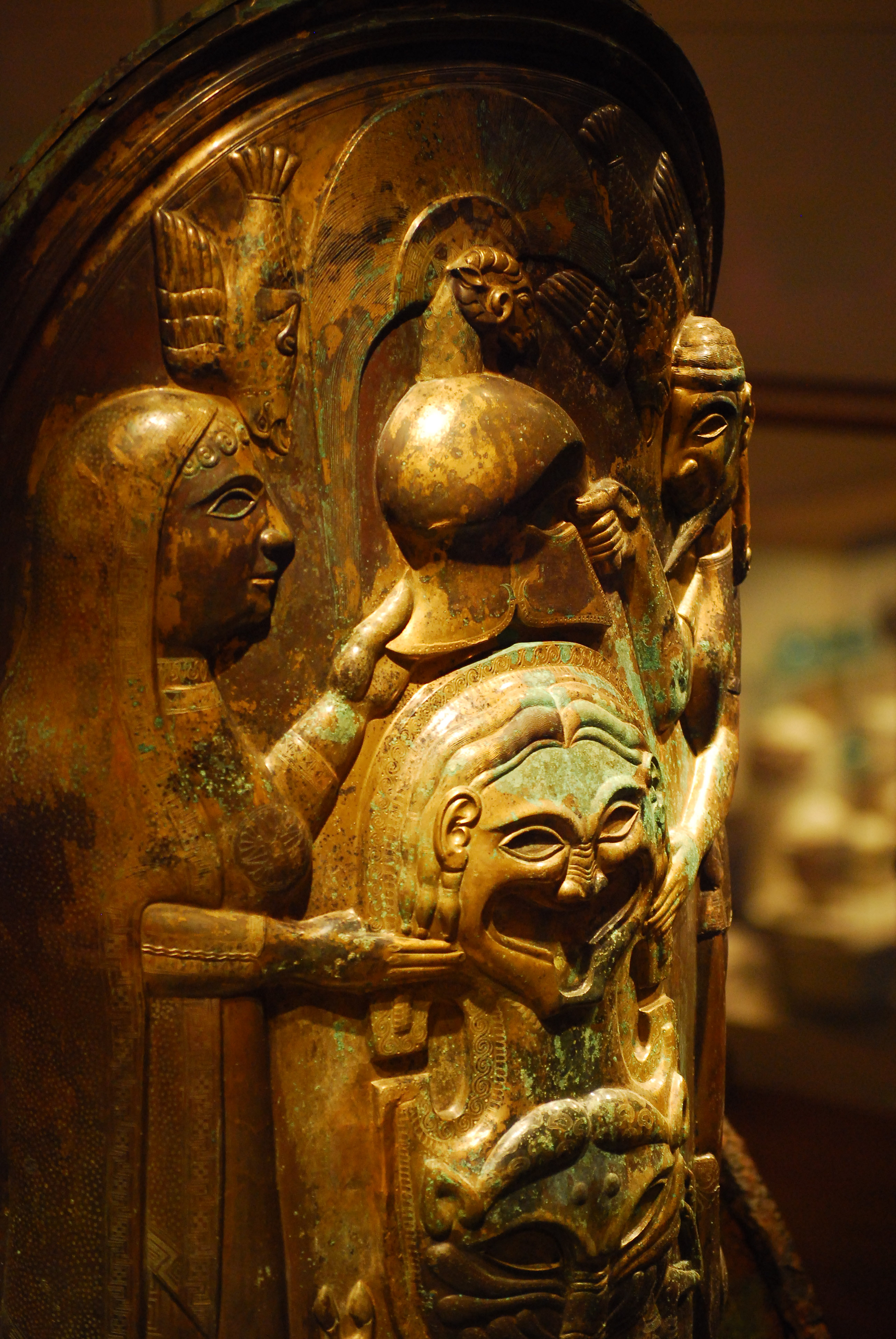
Detalle del panel central.

Dada la fragilidad del revestimiento de bronce se cree que el carro se utilizaba únicamente para ceremonias y desfiles, aunque algunos estudiosos han opinado que pudo haber sido construido únicamente para servir de ajuar funerario. Su dueño tuvo que ser una persona poderosa, puesto que el costo de la belleza y la sofisticación de la decoración debió haber sido particularmente alto. La decoración del relieve es de bronce con el fondo con incrustaciones de marfil (casi todo el marfil se han perdido salvo un pequeño detalle en el cuello de una de las figuras). El marfil se utilizó como un fondo de color blanco brillante en contraste con las partes de bronce, que es un metal de color oscuro. 
El timón del carro parte de la representación de una cabeza de jabalí de cuya boca parece salir mientras que la parte final del mismo se decora con la cabeza de un ave rapaz. Poco antes del final se halla el yugo para los caballos, cuyos extremos terminan en forma de cabeza de león. Las ruedas constan de nueve radios.
El cuerpo principal de la biga está cerrado por tres paneles decorados con escenas que cuentan la historia épica de un guerrero. La mayoría de los eruditos que han estudiado el carro creen que se trata de Aquiles durante la recepción de sus armas por parte de Tetis, la victoria sobre un rival en un duelo y su ascensión en un carro con caballos alados.
El panel central probablemente se inspira en el libro XVIII de la Ilíada y representa a Tetis entregando a su hijo Aquiles el casco, que está coronado por una cabeza de carnero, y el escudo especial forjado por Hefesto. En el escudo aparecen representadas dos cabezas, una encima de la otra: la de arriba contiene una cabeza de Medusa, y la de debajo la cabeza de un felino. Bajo el escudo hay un cervatillo colocado boca abajo, que quizá representa un sacrificio propiciatorio. Además hay dos pájaros que descienden desde el cielo en vertical, lo que se ha interpretado como un símbolo de esperanza para la próxima batalla que le espera al héroe homérico. También se ha sugerido que el jabalí de donde parte el timón forma parte de la escena: este habría atacado al cervatillo y las aves caerían en picado hacia este cervatillo.
En el panel lateral de la izquierda se muestra un combate que se ha interpretado como la lucha entre Aquiles y Memnón, sobre el cuerpo desnudo, ya despojado de su armadura, de un tercer guerrero, que sería Antíloco. Memnón trata de golpear al oponente en la cabeza con su lanza, pero un pájaro desvía el golpe y Aquiles con su lanza golpea el corazón de Memnón. 
El panel derecho representa a Aquiles después de su muerte conducido en un carro tirado por dos caballos alados en movimiento ascendente, probablemente hacia las Islas de los Bienaventurados. Bajo las ruedas de ese carro, con los brazos en alto para protegerse de las patas de los caballos, hay una mujer, cuya identificación es dudosa: se ha sugerido que podría tratarse de Gea, la divinidad de la tierra o de Políxena, hija de Príamo.
En el punto de contacto entre cada uno de los dos paneles laterales con el centro aparecen representados dos jóvenes desnudos de pelo largo de pie sobre leones. Por último, en el friso deteriorado que hay en la parte inferior del carro aparece, en el lado derecho, el centauro Quirón sentado, Iris corriendo, sujetando una tablilla y Aquiles sujetando una pantera. En el lado izquierdo aparecen dos leones que atacan a un toro y a un ciervo. Se ha interpretado que se podría tratar del momento en que Iris, en su papel de mensajera divina, anuncia que es el momento en que Aquiles debe partir a la guerra de Troya y concluir la educación a la que está siendo sometido por el centauro Quirón.  

## Conservación
El carro se expone desde su adquisición en 1903 en el Museo Metropolitano de Arte de Nueva York, Estados Unidos. La primera reconstrucción del carro la realizaron Luigi Palma di Cesnola y Charles Balliard poco después del momento de su adquisición, en 1903. En el año 2002, con el fin de corregir algunos errores cometidos en esa primera reconstrucción del carro, se desmontó y se inició una nueva restauración que concluyó en el año 2007.